# Informante

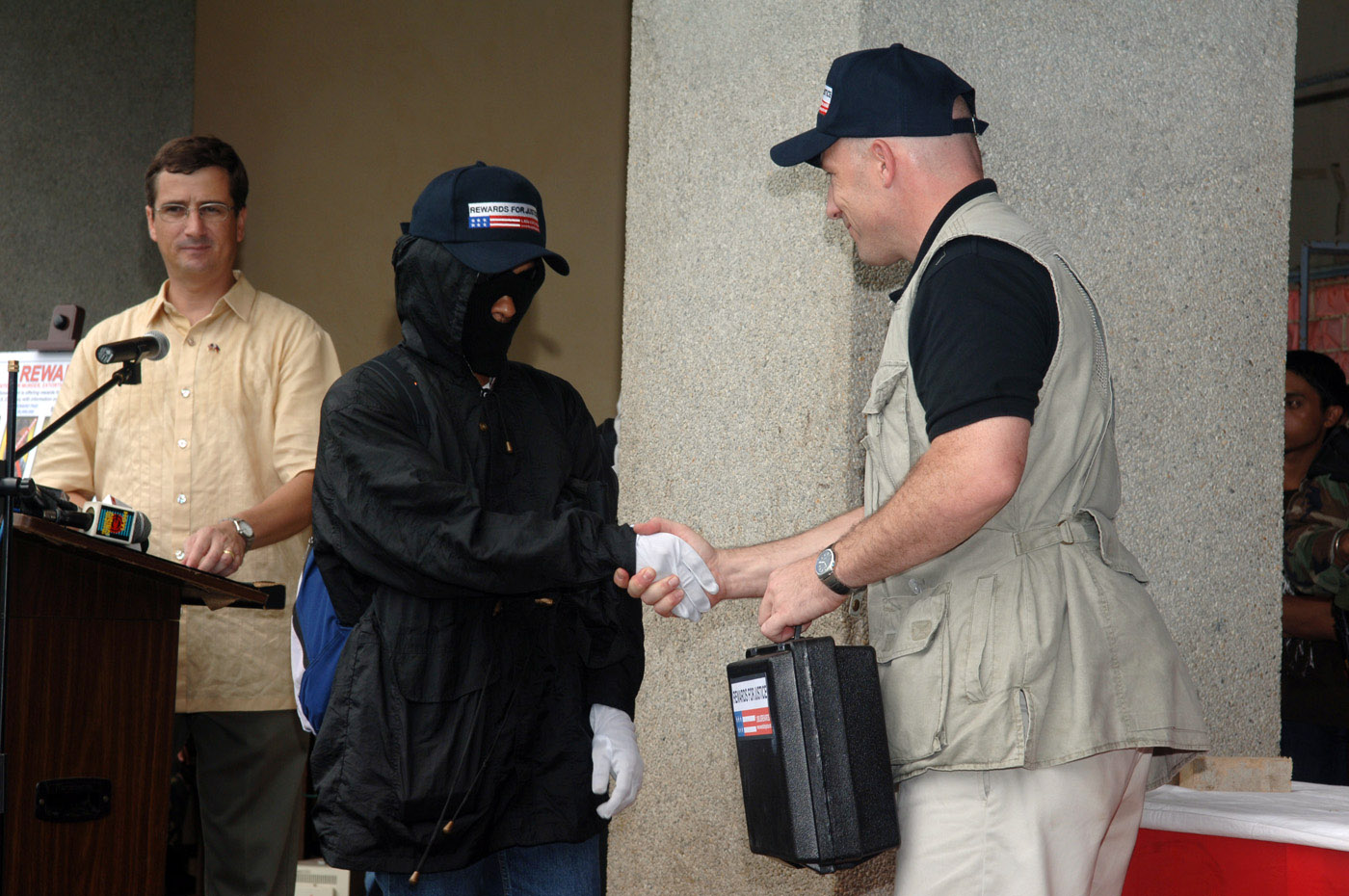
Um representante do Departamento de Estado dos Estados Unidos parabeniza e oferece um pagamento parcial para um informante, cuja informação levou à neutralização de um terrorista nas Filipinas.

Um informante (português brasileiro) ou informador (português europeu) é a pessoa que fornece voluntariamente à polícia ou à justiça informações  relativas a atividades suspeitas, criminosas ou proibidas pelas autoridades, tanto de pessoas como de organizações. 
Em geral, o próprio informante é membro da organização - suspeita, clandestina, criminosa ou perseguida por agentes do Estado -, sobre a qual dá informações às autoridades. Dentro do meio policial e jurídico os informantes são designados como "fontes confidenciais",  "colaboradores"  ou,  informalmente, como  "cachorros" e, geralmente, atuam em troca de benefício pessoal ou ganho financeiro. O termo também é usado em política, empresas e no ambiente acadêmico. 

## Informantes famosos
- Cabo Anselmo, ex-informante dos órgãos de repressão política da ditadura militar no Brasil
- James Carey, membro da Irmandade Feniana
- Sammy Gravano, membro da  organização mafiosa Família Gambino
- Henry Hill, membro da  organização mafiosa Família Lucchese
- Frank Lucas, traficante de drogas da cidade de Nova York
- Joseph Massino, o primeiro chefão de uma das cinco famílias mafiosas de Nova York a fazer uma delação premiada
- Abe Reles, pistoleiro da Murder, Inc.
- Freddie Scappaticci, membro do Exército Republicano Irlandês Provisional (IRA Provisional)
- Joseph Valachi, membro da  organização mafiosa   Família Genovese
- Salvatore Vitale, membro da organização mafiosa Família Bonanno